# TV Petterweil
Der TV Petterweil (vollständiger Name Turnverein 1860 Petterweil) ist ein Sportverein aus Petterweil, einem Stadtteil der hessischen Stadt Karben. Er wurde 1860 gegründet und bietet die Sportarten Handball, Turnen und Darts an.

## Handball
Überregional bekannt ist der TV Petterweil durch seine Handballabteilung, deren Männer mehrere Jahre in der Handball-Regionalliga spielten und 1977 sowie 1982 an der Hauptrunde des DHB-Pokals teilnahmen, wo sie jeweils in der ersten Runde gegen die Bundesligamannschaft des TuS Hofweier ausschieden. Nachdem sich der TV nach der Saison 2006/07 freiwillig aus der Regionalliga zurückzog, spielt er seit dem Aufstieg 2020 in der Regionalliga, der höchsten hessischen Spielklasse.

### Bekannte ehemalige Spieler
- Andreas Rastner
- Michael Rocksien
- Sebastian Weber